# ألبرخت فريدرخ (دوق بروسيا)

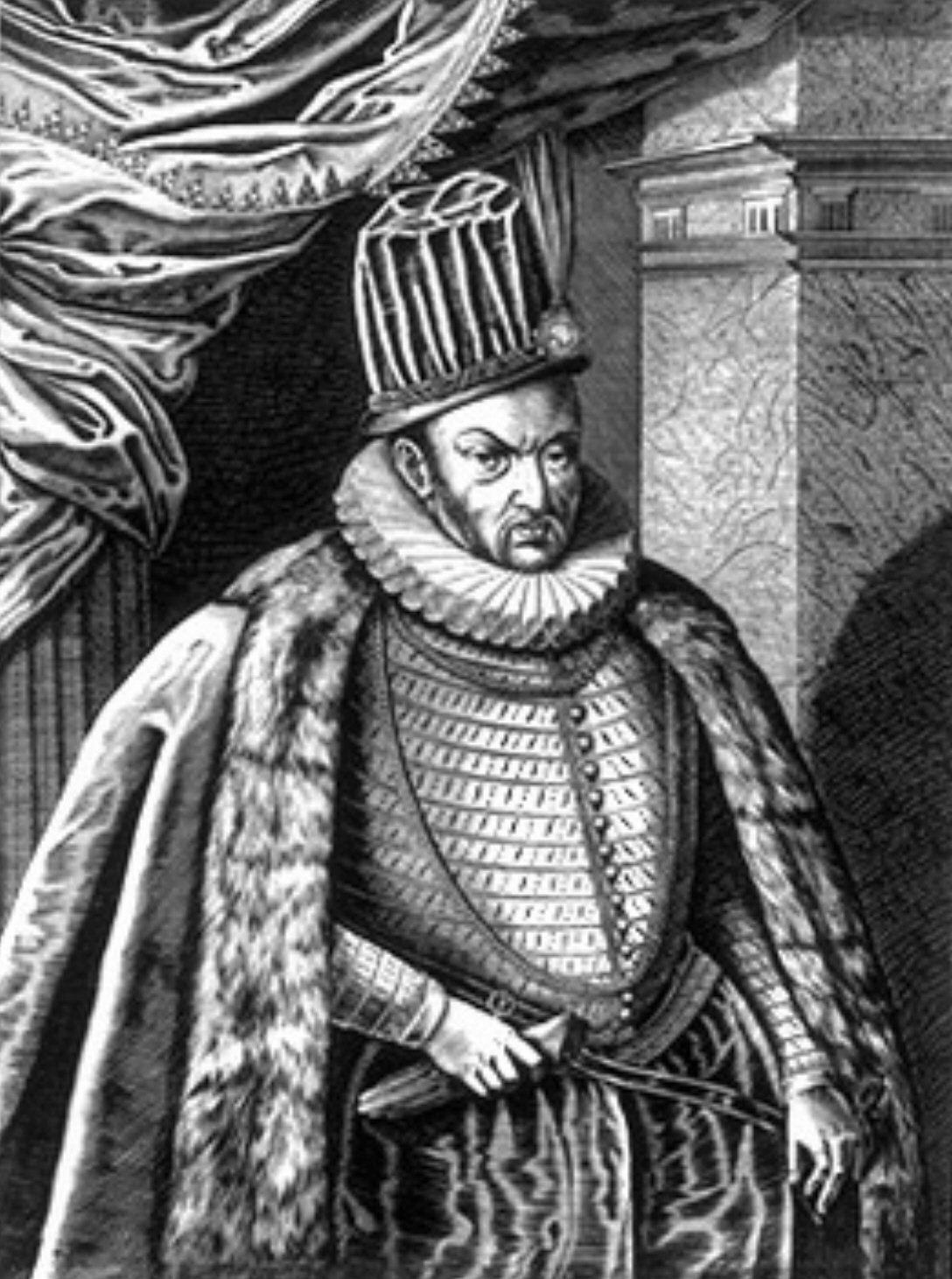
ألبرشت فريدرش

ألبرخت فريدرخ (Albrecht Friedrich؛ كونيغسبيرغ، 7 مايو 1553 - فيشهاوزن، 28 أغسطس 1618)؛ دوق بروسيا منذ سنة 1568 حتى وفاته. ابن ألبرشت دوق بروسيا وزوجته الثانية آنا ماري براونشفايغ-لونيبورغ، وهو ثاني وآخر دوق بروسي من فرع أنسباخ من آل هوهنتسولرن.

## دوق بروسيا
أصبح ألبرشت دوق بروسيا بعد أن أدّى فروض الولاء والطاعة الإقطاعية لابن خاله الملك البولندي زغمونت الثاني أوغست (بحيث كانت بروسيا الدوقية إقطاعية تتبع بولندا) في 19 يوليو 1569 بمدينة لوبلين،وقد وصف الشاعر البولندي يان كوخانوفسكي مراسم أداء فروض الولاء الإقطاعي في عمله الطبيعي. خلال الانتخابات البولندية عام 1573، بحيث حاول ألبرشت فريدرش الحصول على قبول من مجلس الشيوخ البولندي إلا أن يان زامويسكي (لاحقاً هيتمان الأكبر لتاج مملكة بولندا) القوي عارضه، الذي كان يخشى من تزايد نفوذ البروتستانت في الهيئة التشريعية البولندية. رفض ألبرشت فريدرش في البداية الاعتراف بانتخاب ستيفان باتوري وساند ترشيح ماكسيميليان هابسبورغ. ومع ذلك، في اجتماع تورون في أكتوبر 1576 أعطي دعمه للملك الجديد.
باعتباره حفيد الملك البولندي كازيمير الرابع، ودوقاً في بروسيا كان يجيد اللغة البولندية بطلاقة، نـُظر لألبرشت فريدرش بجدية لفترة من الزمن كمرشح محتمل للعرش البولندي وتمتع بشكل خاص بدعم اللوثريين البولنديين.
ومع 1572 بدأت تظهر عليه علامات الاضطراب العقلي، في أوائل 1578، أخذ ابن عمه غيورغ فريدرش مرغريف كولمباخ براندنبورغ (1539-1603) الوصاية. بعد وفاة غيورغ فريدرش في 1603، عين الملك البولندي سييسموند فاسا يواكيم فريدرش وصياً سنة 1605، وسمح لابنه يوهان زيغسمونت بخلافته في عام 1611، أصبح هذا الأخير دوق بروسيا عند وفاة ألبرشت فريدرش سنة 1618.

## الزواج
تزوج ألبرشت فريدرش عام 1573 من السيدة ماري إليونور ابنة فيلهلم، دوق يوليش-كليفه-برغ والأرشيدوقة ماريا (1531-1581) ابنة فرديناند الأول إمبراطور الروماني المقدس وآنا بوهيميا والمجر؛ وأنجبت له سبعة أبناء:-
1. آنا (3 يوليو 1576 - 30 أغسطس 1625). تزوجت من يوهان زيغسمونت، ناخب براندنبورغ.
2. ماري (23 يناير 1579 - 21 فبراير 1649). تزوجت من كرستيان، مرغريف براندنبورغ بايرويت.
3. ألبرشت فريدرش (1 يونيو - 8 أكتوبر 1580).
4. صوفي (31 مارس 1582 - 4 ديسمبر 1610). متزوج فيلهلم كتلر دوق كورلند.
5. إليانور (22 أغسطس 1583 - 31 مارس / 9 أبريل 1607). تزوجت من يواكيم فريدرش، ناخب براندنبورغ.
6. فيلهلم (23 يونيو 1585 - 18 يناير 1586).
7. ماغدالين سيبيل (31 ديسمبر 1586 - 22 فبراير 1659)؛ تزوجت من يوهان غيورغ الأول، ناخب ساكسونيا.

عند وفاته، انتقلت الدوقية إلى صهره يوهان زيغسمونت، مرغريف براندنبورغ، الذي جمع بين المنطقتين تحت سلالة واحدة فتشكلت براندنبورغ-بروسيا.